# Pullosquilla malayensis
Pullosquilla malayensis is een bidsprinkhaankreeftensoort uit de familie van de Nannosquillidae. De wetenschappelijke naam van de soort is voor het eerst geldig gepubliceerd in 1968 door Manning.